# Egretta
Pour les articles homonymes, voir Aigrette.
Genre
Egretta est un genre d'oiseaux qui regroupe les aigrettes proprement dites, oiseaux de taille moyenne au plumage à dominante blanche, grise ou bleutée appartenant à la famille des ardéidés caractérisé par le faisceau de plumes effilées que le mâle porte sur la tête et le dos à la saison des amours.

## Liste des espèces
D'après la classification de référence (version 14.1, 2024) de l'Union internationale des ornithologues, il y a 13 espèces 
du genre Egretta (ordre philogénique) :
- Egretta caerulea (Linnaeus, 1758) – Aigrette bleue ;
- Egretta tricolor (Müller, PLS, 1776) – Aigrette tricolore ;
- Egretta rufescens (Gmelin, JF, 1789) – Aigrette roussâtre ;
- Egretta vinaceigula (Sharpe, 1895) – Aigrette vineuse ;
- Egretta ardesiaca (Wagler, 1827) – Aigrette ardoisée ;
- Egretta sacra (Gmelin, JF, 1789) – Aigrette sacrée ;
- Egretta eulophotes (Swinhoe, 1860) – Aigrette de Chine ;
- Egretta thula (Molina, 1782) – Aigrette neigeuse ;
- Egretta garzetta (Linnaeus, 1766) – Aigrette garzette ;
- Egretta dimorpha Hartert, EJO, 1914 – Aigrette dimorphe ;
- Egretta gularis (Bosc, 1792) – Aigrette à gorge blanche ;
- Egretta picata (Gould, 1845) – Aigrette pie ;
- Egretta novaehollandiae (Latham, 1790) – Aigrette à face blanche.

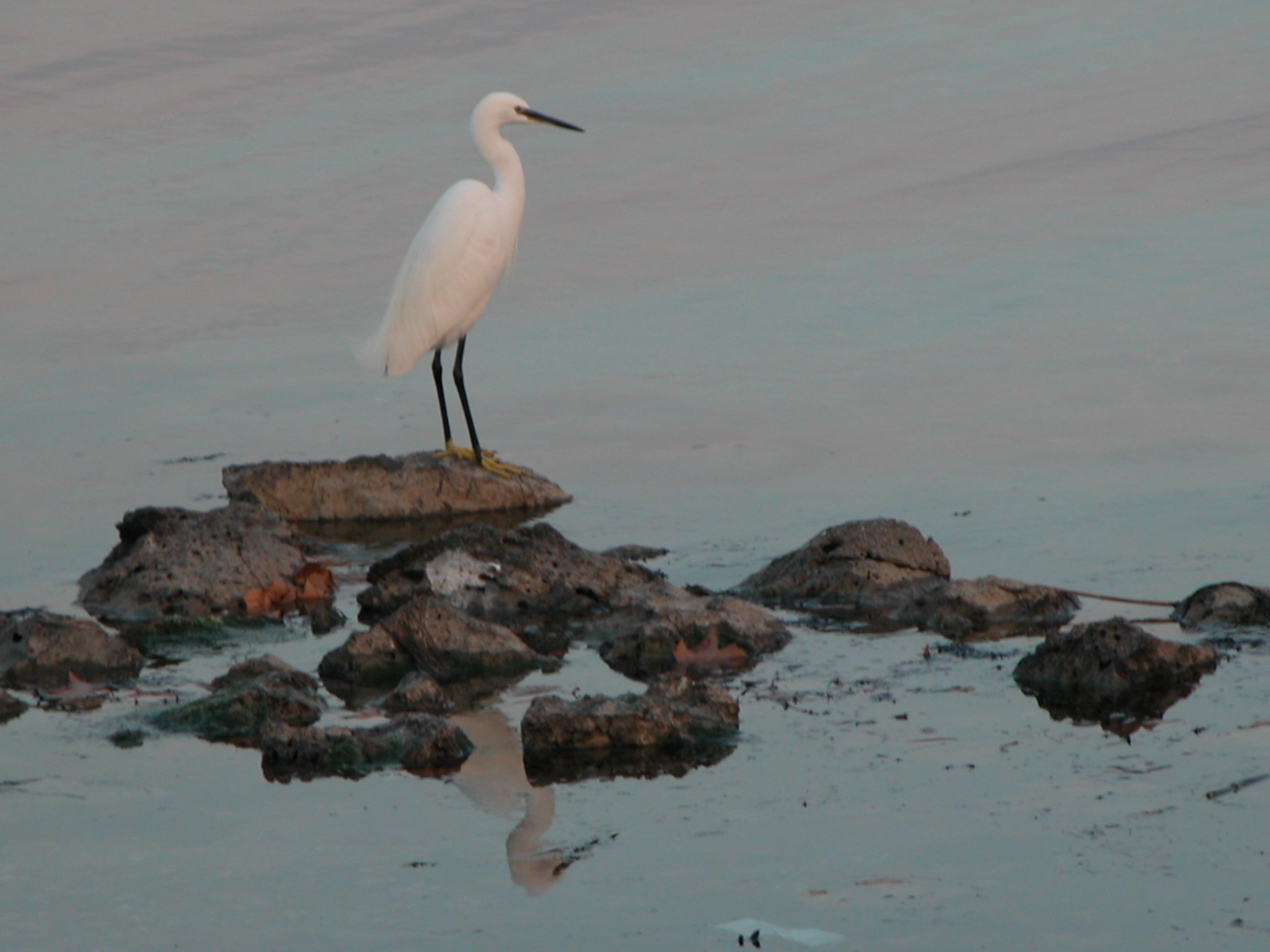
Aigrette au bord de l'étang de Thau

## Remarques
La Grande Aigrette (Ardea alba) a été historiquement classée dans les genres Egretta  (Forster, T, 1817) ainsi que Casmerodius (Gloger, 1842), avant d'être réintégrée au genre Ardea.

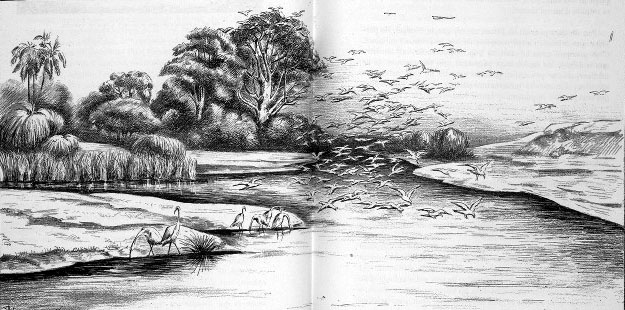
Vol d'aigrettes au marigot de Hann, près de Dakar (Sénégal)